# 懷特里弗鎮區 (阿肯色州伍德拉夫縣)
懷特里弗鎮區（英語：White River Township）是位於美國阿肯色州伍德拉夫縣的一個行政鎮區。

## 地方資料
懷特里弗鎮區的面積為114.61平方千米，當中陸地面積為111.72平方千米，而水域面積為2.89平方千米。根據2010年美國人口普查的數據，當地共有人口86人，而人口密度為每平方千米0.75人。